# Torreta de Can Gaza
La Torreta de Can Gaza és una obra d'Alella (Maresme) protegida com a Bé Cultural d'Interès Local.

## Descripció
Edificació aïllada de planta rectangular de petites dimensions i només planta baixa situada prop les bodegues Gispert. Es tracta d'una construcció d'inspiració modernista on destaca la façana principal orientada a llevant, sobre un jardí que baixa cap a la riera d'Alella. Una escala centrada a l'eix del pati ens porta a una plataforma elevada, protegida amb una barana d'obra calada, sobre la qual s'aixeca l'edifici. La façana principal, de composició simètrica presenta un ric repertori d'elements decoratius. Hi trobem un portal central d'arc rebaixat, flanquejat per dos finestrals rectangulars. Les tres obertures estan protegides per trencaaigües i emmarcades respecta la resta del parament, que és ceràmic pintat. Les cantonades estan emmarcades amb un estuc dibuixant franges horitzontals. La façana es remata amb una cornisa amb fris ricament decorat, una barana acroteri amb esgrafiats i hídries composta tot seguit els eixos de la façana, i un coronament central en forma de frontó circular, també amb esgrafiats i rematat per elements decoratius vegetals.